# Rivière Thlewiaza
La rivière Thlewiaza est une rivière au Canada.

## Géographie
Le lac Nueltin est la principale source de la rivière, dont le lac Snyder dans le nord-ouest Manitoba est le lac de tête. De là, la rivière coule vers le nord-est à travers le lac Kasmere jusqu'à l'extrémité sud-ouest du lac Nueltin. Il sort du lac Nueltin à son extrémité nord au Nunavut et coule sur environ 275 km vers l'est à travers le lac Edehon et le lac Ranger Seal avant de se jeter dans la baie d'Hudson,. Son bassin versant couvre une superficie de 64 400 km2.

## Toponymie
Le nom de la rivière en chipewyan est Łuazedes (prononcé thlu-assee-des[précision nécessaire]), signifiant « petite rivière à poissons »,, en référence à l'abondance d'ombres dans ses eaux. Les Inuits l'appellent la « grande rivière » et l'utilisent pour voyager à l'intérieur des terres où ils piègent les renards arctiques et chassent le caribou.

## Histoire
Le Thlewiaza a été cartographié pour la première fois en 1912 par Ernest Oberholtzer et Billy Magee, un trappeur ojibwe. Il n'y a pas d'établissements permanents dans la région.

## Faune
Une observation de phoques communs au lac Edehon a été documentée et des observations plus en amont au lac Nueltin ont également été signalées.